# Estación de Aia-Orio
Aia-Orio es una estación de ferrocarril en superficie perteneciente a la línea 1 de Euskotren Trena, ubicada en el municipio guipuzcoano de Aia. La estación actual entró en funcionamiento el 18 de octubre de 2010, junto con el desvío ferroviario de Orio, y su tarifa corresponde a la zona ZAR de Euskotren.

## Accesos
- C/ Aita Lertxundi, 40
- C/ Aita Lertxundi, 41
- C/ Aita Lertxundi, 40
- C/ Aita Lertxundi, 41

## Nueva estación
La nueva estación entró en funcionamiento en 2010, junto con la variante ferroviaria de Aia-Orio. Dentro de los trabajos de ejecución de la variante, se duplicaron 1.635 metros de vía, se eliminó un paso a nivel y se construyó la estación.
La estación está en un viaducto, el más largo de la red de ferrocarril de ancho métrico de la Comunidad Autónoma del País Vasco. Bajo el viaducto se encuentran una estación de autobús, un aparcamiento gratuito y unos aseos públicos, además de los accesos de la estación, uno por ascensor y el otro por escaleras.
El edificio de la estación se halla sobre el aparcamiento y bajo las vías. Puede accederse a él por medio de un paso elevado sobre la carretera N-634. Al otro lado de la carretera hay otros dos accesos, por ascensor y escaleras.
Sobre el edificio de la estación se encuentran las vías y un andén central de 80 metros de largo.

## Conexiones
En el exterior de la estación hay una parada de Lurraldebus.

## Galería de imágenes

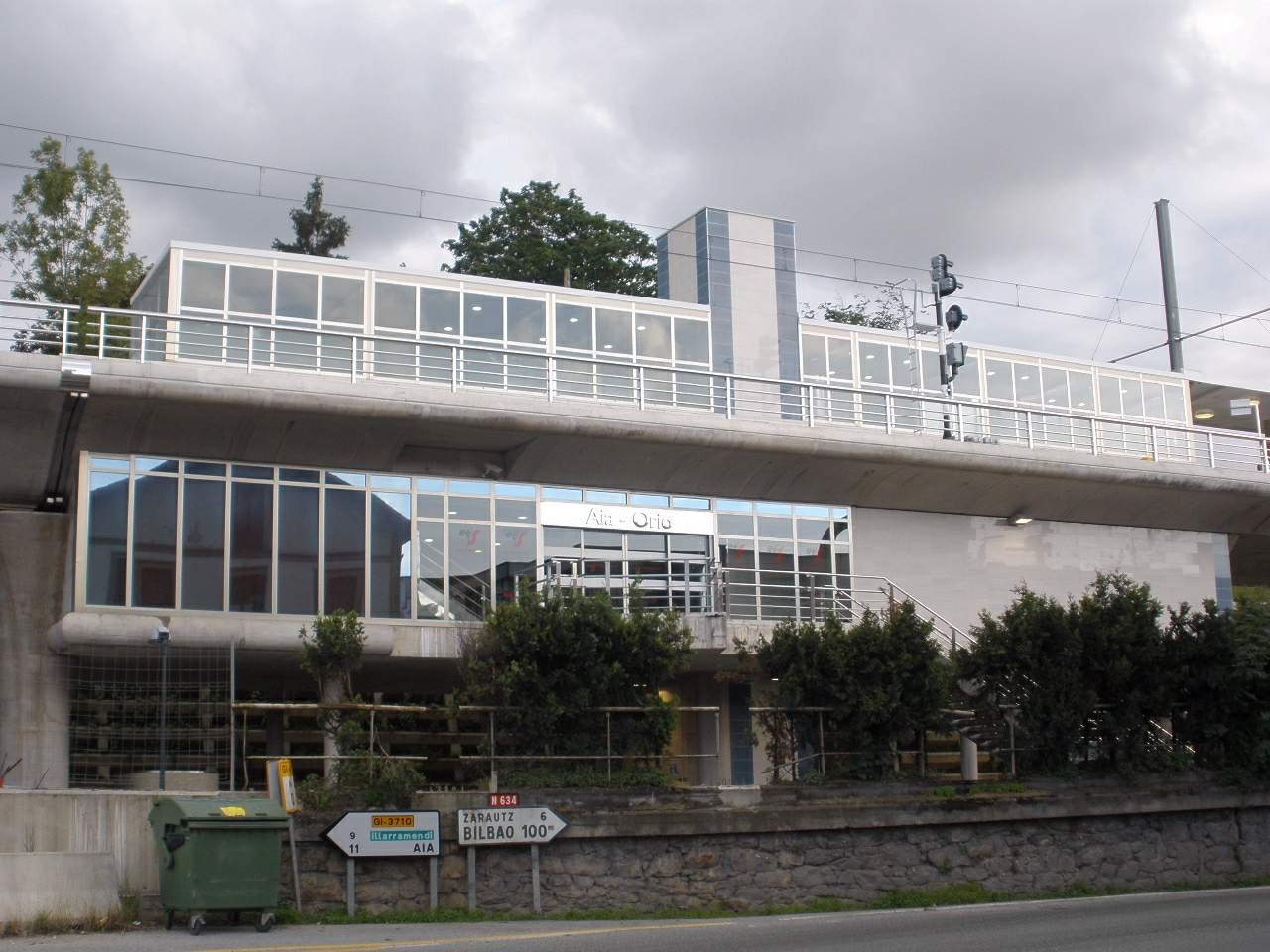
Exterior de la estación de Aia-Orio
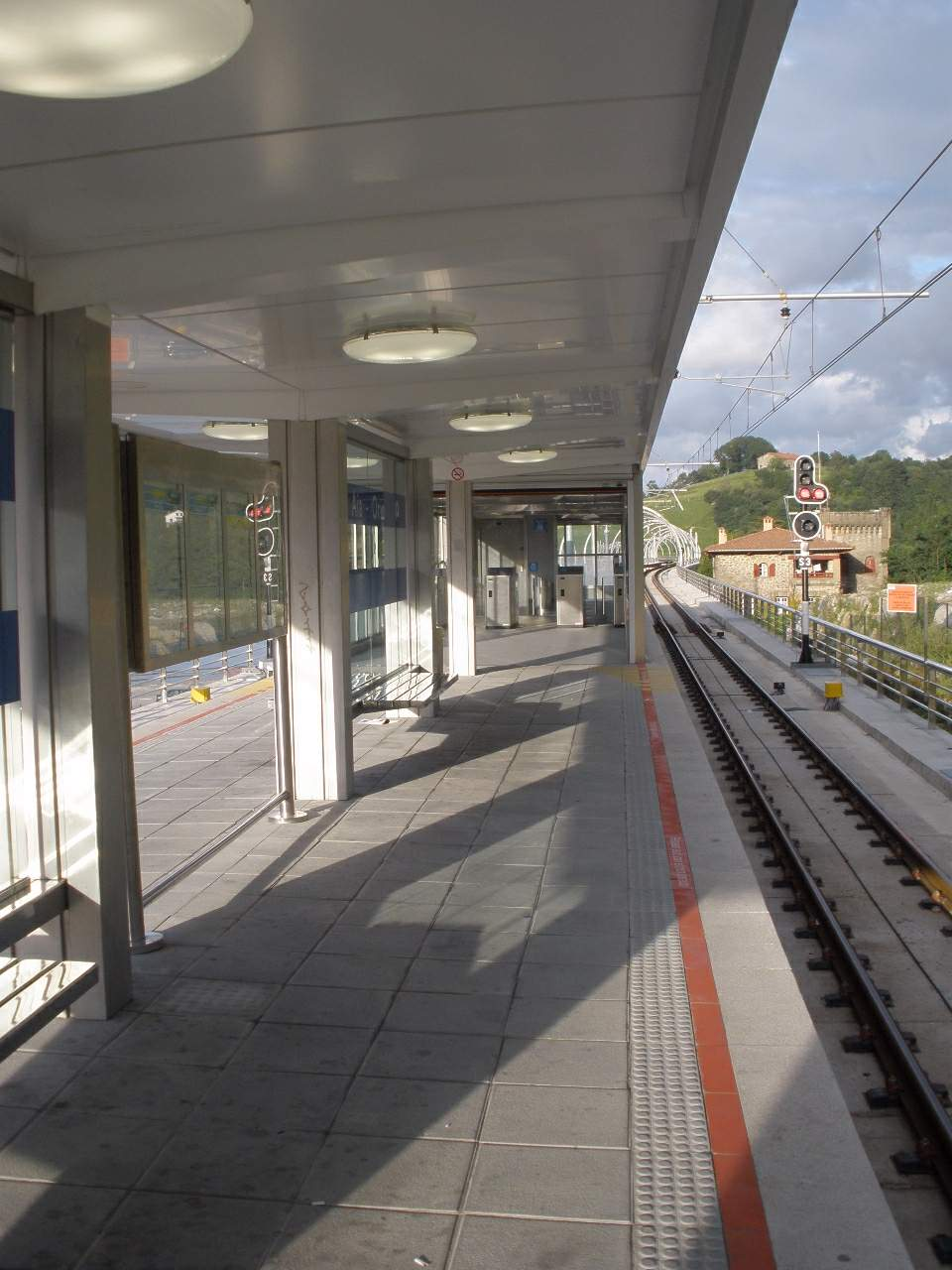
Vista de la estación
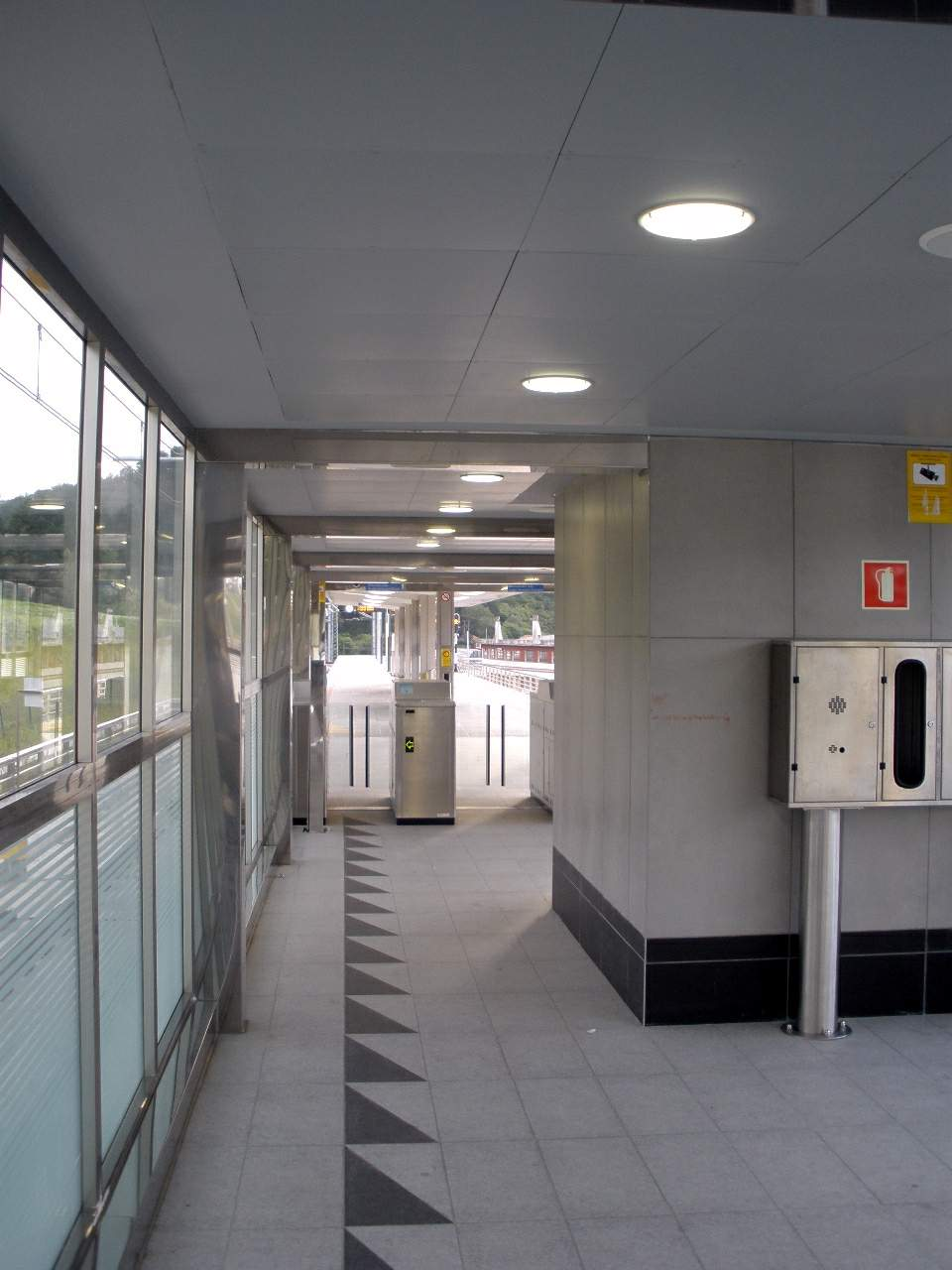
Interior